# Ibrahim Aqil
Ibrahim Aqil (ou Ibrahim Akil, em árabe : ابراهيم عقيل), também conhecido como Al-Hajj Tahsin ou Tahsin, ou pelo seu pseudônimo Al-Hajj Abdul Khader, foi um libanês que serviu como alto funcionário no Hezbollah . Como membro do Conselho da Jihad, Aqil supervisiona as operações militares e de segurança da organização terrorista. Segundo os israelitas, ele liderava a unidade de operações especiais do Hezbollah, a Força Redwan.
Ficou conhecido como o responsável pelo atentado à embaixada dos EUA em 1983 e pelos atentados ao quartel de Beirute em 1983. Além disso, foi um dos principais cérebros por detrás de assassinatos a opositores do Hezbollah também no Líbano.
Em 21 de julho de 2015, o papel de Aqil no Hezbollah foi denunciado na Ordem Executiva 13853 do Departamento do Estado americano. Em setembro de 2019, o mesmo organismo inclui-o na lista dos Terroristas Globais . O Programa Recompensas pela Justiça ofereceu uma recompensa de até US$ 7 milhões por informações que levassem à sua captura.
Em 2023, há referências a Aqil ser o comandante da Força Redwan, uma unidade de operações especiais, e de ter um plano para invadir Israel, a que chamou 'Operação de Invasão da Galileia Acredita-se que ele tenha servido como imediato de Fuad Shukr, o antigo comandante da ala militar do Hezbollah, morto em 2024.

## Biografia
Os primeiros anos de vida de Aqil são pouco conhecidos, sabendo-se apenas que nasceu numa aldeia do Vale de Beqqa, no Líbano por volta de 1960. Na década de 1980, integrou a Organização da Jihad Islâmica, uma célula terrorista ligada ao Hezbollah. Organizou o atentado à embaixada americana e vários ataques a forças multinacionais no Líbano, dos quais resultaram mais de 300 mortos. Terá abandonado o Líbano no final da década pela Coreia do Norte onde viveu e recebeu treino.
Aqil escapou à morte em 4 de fevereiro de 2000, durante o conflito do Sul do Líbano, quando helicópteros AH-64 Apache dispararam sobre seu o carro em Barish. Aqil era então comandante da Hezbollah no Sul do Líbano, mas o impacto do primeiro missíl projectou-o para fora do veículo, permitindo a sua fuga.
Durante a Guerra do Líbano de 2006, Aqil foi responsável pela coordenação entre o Hezbollah e o exército sírio.

## Ataque aéreo em Beirute em setembro de 2024
Em 20 de setembro de 2024, um ataque aéreo israelita atingiu um prédio no subúrbio de Dahieh, em Beirute, onde se encontrava Ibrahim Aqil, cuja morte foi confirmada por relatórios sauditas. O porta-voz das IDF, Daniel Hagari, disse que Aqil e outros líderes importantes da Força de elite Radwan estavam protegidos por civis, actuando como 'escudos humanos' e que afirmou ainda que o mesmo ataque vitimou 10 comandantes do Hezbollah.